# Историјски развој психијатрије
Психијатрија је медицинска специјалност посвећена дијагностици, превенцији и лечењу менталних поремећаја. То укључује различите неприлагођености у вези са расположењем, понашањем, спознајом и перцепцијама.
Иницијална психијатријска процена особе обично почиње анамнезом и испитивањем менталног статуса. Могу се спровести физички прегледи и психолошки тестови. Понекад се користи неуродсликавање или друге неурофизиолошке технике. Ментални поремећаји се често дијагностикују у складу са клиничким концептима наведеним у дијагностичким приручницима као што је Међународна класификација болести (ИЦД), коју је уредила и користи Светска здравствена организација (СЗО) и широко коришћени Дијагностички и статистички приручник за менталне поремећаје (ДСМ), коју је објавило Америчко удружење психијатара (АПА). Пето издање ДСМ-а (ДСМ-5) објављено је у мају 2013. којим су реорганизоване веће категорије различитих болести и проширено на претходно издање како би укључило информације/увиде који су у складу са тренутним истраживањима.
Комбиновани третман са психијатријским лековима и психотерапијом постао је најчешћи начин психијатријског лечења у тренутној пракси, али савремена пракса такође укључује широк спектар других модалитета, на пример, асертивни третман у заједници, јачање заједнице и запошљавање уз подршку. Лечење се може спроводити на стационарној или амбулантној основи, у зависности од тежине функционалног оштећења или других аспеката поремећаја у питању. Болесник се може лечити у психијатријској болници. Истраживања унутар психијатрије у целини спроводе се на интердисциплинарној основи са другим стручњацима, као што су епидемиолози, медицинске сестре, социјални радници, радни терапеути или клинички психолози.

## Древни период
Специјалност у психијатрији се може пратити у старој Индији. Најстарији текстови о психијатрији укључују ајурведски текст, Charaka Samhita. Неке од првих болница за лечење менталних болести основане су током 3. века пре нове ере.
Током 5. века пре нове ере, ментални поремећаји, посебно они са психотичним особинама, сматрани су натприродним пореклом, што је гледиште постојало широм античке Грчке и Рима. Почетак психијатрије као медицинске специјалности датује се у средину деветнаестог века, иако се њена клица може пратити до касног осамнаестог века.
Неке од раних приручника о менталним поремећајима створили су Грци. У 4. веку пре нове ере, Хипократ је изнео теорију да физиолошке абнормалности могу бити корен менталних поремећаја. У Грчкој од 4. до 5. века пре нове ере, Хипократ је писао да је посетио Демокрита и затекао га у његовој башти како сецира животиње. Демокрит је објаснио да покушава да открије узрок лудила и меланхолије. Хипократ је похвалио његов рад. Демокрит је са собом имао књигу о лудилу и меланхолији.
Верске вође су се често обраћале верзијама егзорцизма за лечење менталних поремећаја, често користећи методе које многи сматрају окрутним и/или варварским.

## Средњи век
Велики број болница познатих као бимаристанс изграђен је широм арапских земаља почетком 9. века, а прва је била у Багдаду. Понекад су садржавале одељења за ментално болесне пацијенте, обично оне који су показивали насиље или патили од исцрпљујуће хроничне болести.
Специјалистичке болнице су грађене у средњовековној Европи од 13. века за лечење менталних поремећаја, али су се користиле само као старатељске установе и нису пружале никакву врсту лечења.

## Рани модерни период
Основана у 13. веку, краљевска болница Бетлем у Лондону била је једна од најстаријих лудница. У касном 17. веку, приватни азили за луде почели су да се размножавају и шире. Већ 1632. године забележено је да је Бетлемска краљевска болница у Лондону имала „испод степеница салон, кухињу, две оставе, дугачак улаз у целој кући и 21 собу у којој леже сиромашни расејани људи, а изнад степеница још осам соба за слуге и сиротиње“. Затвореници који су сматрани опасним или узнемирујућим били су везани ланцима, али Бетлем је иначе био отворена зграда за своје становнике да лутају по његовим границама и вероватно по целом крају у ком се болница налазила. Године 1676, Бетлем се проширио на новоизграђене просторије у Мурфилдсу са капацитетом за 100 затвореника.
Године 1713. отворена је Бетел болница у Норичу, први наменски изграђен азил у Енглеској, који је основала Мери Чепмен.
Године 1621, математичар, астролог и научник са Оксфордског универзитета Роберт Бартон објавио је једну од најранијих расправа о менталним болестима, Анатомија меланхолије, шта је то: са свим врстама, узроцима, симптомима, прогнозама и неколико лекова.  Бартон је сматрао да „не постоји већи узрок меланхолије од доколице, нема бољег лека од посла“. За разлику од енглеског филозофа науке Френсиса Бејкона, Бартон је тврдио да је знање ума, а не природне науке, највећа потреба човечанства.
Године 1656, Луј XIV из Француске је створио јавни систем болница за оне који пате од менталних поремећаја, али као у Енглеској, није примењиван прави третман.

## Хуманитарна реформа
Током просветитељства ставови према душевним болесницима почели су да се мењају. Почео је да се посматра као поремећај који захтева саосећајни третман који би помогао у рехабилитацији жртве. Године 1758. енглески лекар Вилијам Бејти написао је своју расправу о лудилу и о управљању менталним поремећајима. Била је то критика усмерена посебно на болницу Бетлем, где је конзервативни режим наставио да користи варварски притворски третман. Бејти се залагао за прилагођено управљање пацијентима које подразумева чистоћу, добру храну, свеж ваздух и одвраћање пажње од пријатеља и породице. Он је тврдио да ментални поремећај потиче од дисфункције материјалног мозга и тела, а не од унутрашњег функционисања ума. Егзорцизми и друге методе као што је трепанирање нису биле уобичајене.
Тридесет година касније, тада је владајући монарх у Енглеској Џорџ био познат по томе да пати од менталног поремећаја. Након Краљеве ремисије 1789. године, на менталне болести се почело гледати као на нешто што се може лечити и излечити. Увођење моралног третмана самостално су покренули француски лекар Филип Пинел и енглески квекер Вилијам Тјук.
Године 1792. Пинел је постао главни лекар у болници Бисетр. Године 1797. Жан-Батист Пусин је први пут ослободио пацијенте њихових ланаца и забранио физичко кажњавање, иако су се уместо њих могле користити луђачке кошуље.
Пацијентима је било дозвољено да се слободно крећу по кругу болнице, а на крају су мрачне тамнице замењене сунчаним, добро проветреним просторијама. Пусинов и Пинелов приступ је виђен као изузетно успешан и касније су донели сличне реформе у менталну болницу у Паризу за пацијенткиње. Пинелов ученик и наследник, Жан Ескуирол (1772–1840), наставио је да помаже у оснивању 10 нових менталних болница које су радиле на истим принципима. Нагласак је био на одабиру и надзору пратилаца како би се успоставило одговарајуће окружење за олакшавање психолошког рада, а посебно на запошљавању бивших пацијената за које се сматрало да ће се највероватније уздржавати од нехуманог поступања док су у стању да се супротставе молбама, претњама или притужбама.
Вилијам Тјук је предводио развој радикалног новог типа институције у северној Енглеској, након смрти колеге квекера у локалном азилу 1790. 1796. године, уз помоћ колега квекера и других, основао је болницу, где је на крају око 30 пацијената живело као део мале заједнице у мирној сеоској кући и бавило се комбинацијом одмора, разговора и ручног рада. Одбацујући медицинске теорије и технике, њихови напори су се фокусирали на минимизирање ограничења и неговање рационалности и моралне снаге. Цела породица Тјук постала је позната као оснивач моралног третмана.
Унук Вилијама Тјука, Семјуел Тјук, објавио је утицајно дело почетком 19. века о методама повлачења; Пинелов трактат о лудилу је до тада био објављен, а Семјуел Тјук је превео његов израз као „морални третман“. Постао је модел широм света за хуман и моралан третман пацијената који пате од менталних поремећаја. Инспирисао је сличне институције у Сједињеним Државама, пре свега Brattleboro Retreat и Hartford Retreat.
Иако су Тјук, Пинел и други покушали да уклоне физичко ограничење, оно је остало широко распрострањено у 19. веку. У азилу Линколн у Енглеској, Роберт Гардинер Хил, уз подршку Едварда Паркера Чарлсворта, увео је начин лечења који је одговарао „свим типовима“ пацијената, тако да се механичка ограничења и принуда могу изоставити – ситуација коју је коначно постигао у 1838. Године 1839. наредник Џон Адамс и др Џон Коноли били су импресионирани Хиловим радом и увели су методу у свој азил у Ханвелу, до тада највећи у земљи. Хилов систем је био прилагођен, пошто Коноли није могао да надгледа сваког пратиоца тако пажљиво као што је Хил радио. До септембра 1839. механичко спутавање више није било потребно ни за једног пацијента.

## Френологија
Шкотска медицинска школа у Единбургу из осамнаестог века развила је интересовање за менталне болести, са утицајним наставницима укључујући Вилијама Калена (1710–1790) и Роберта Вајта (1714–1766) који су наглашавали клинички значај психијатријских поремећаја. Године 1816, френолог Јохан Спурзхајм (1776–1832) посетио је Единбург и држао предавања о његовим краниолошким и френолошким концептима; централни концепти система били су да је мозак орган ума и да се људско понашање може корисно разумети у неуролошким, а не у филозофским или религиозним терминима. Френолози су такође истакли модуларност ума.
Неки од студената медицине, укључујући Вилијама А. Ф. Брауна (1805–1885), одговорили су веома позитивно на ову материјалистичку концепцију нервног система и, имплицирајући, менталног поремећаја. Џорџ Комб (1788–1858), адвокат из Единбурга, постао је експонент френолошког мишљења без премца, а његов брат Ендру Комб (1797–1847), који је касније именован за лекара краљице Викторије, написао је френолошку расправу под насловом Запажања о менталном поремећају (1831). Они су такође основали Единбуршко френолошко друштво 1820.

## Институционализација
Модерна ера пружања неге ментално оболелима почела је почетком 19. века великим напорима државе. Јавне менталне установе основане су у Британији након доношења Окружног закона о азилима из 1808. године. Ово је овластило магистрате да у сваком округу граде азиле са стопом подршке за смештај многих 'сиромах лудака'. Прво се пријавило девет округа, а први јавни азил отворен је 1812. у Нотингемширу. Основани су парламентарни одбори да истражују злостављања у приватним лудницама попут болнице Бетлем – њени службеници су на крају отпуштени, а национална пажња је била усмерена на рутинску употребу шипки, ланаца и лисица и прљаве услове у којима су затвореници живели. Међутим, тек 1828. да су новоименовани комесари у Лунацију били овлашћени да лиценцирају и надгледају приватне азиле.
Закон о лудилу из 1845. био је важан оријентир у лечењу ментално оболелих, јер је експлицитно променио статус ментално оболелих у пацијенте којима је било потребно лечење. Закон је створио Комисију за лудило, на челу са лордом Шефтсберијем, да се фокусира на реформу законодавства о лудилу. Комисију је чинило једанаест митрополитских комесара који су били обавезни да спроводе одредбе Закона; обавезна изградња азила у сваком округу, уз редовне инспекције у име министра унутрашњих послова. Сви азили су морали да имају писане прописе и да имају сталног квалификованог лекара. Национално тело за надзорнике азила – Медицинско-психолошко удружење – основано је 1866. године под председништвом Вилијама А. Ф. Брауна, иако се тело појавило у ранијем облику 1841. године.
Француска је 1838. године донела закон којим се регулише пријем у азиле и услуге азила широм земље. Едуар Сеген је развио систематски приступ за обуку особа са менталним недостацима, и 1839. године отворио је прву школу за тешко ретардиране. Његов метод лечења заснивао се на претпоставци да ментално недовољно развијени не болују од болести.
У Сједињеним Државама, подизање државних азила почело је првим законом о оснивању азила у Њујорку, донетим 1842. Државна болница Утика отворена је отприлике 1850. године. Стварање ове болнице, као и многих других, је било углавном дело Доротее Линд Дикс, чији су се филантропски напори проширили на многе државе, па у Европи до Константинопоља. Многе државне болнице у Сједињеним Државама изграђене су 1850-их и 1860-их на Киркбриде плану, архитектонском стилу који је требало да има лековито дејство.
На прелазу векова, Енглеска и Француска заједно су имале само неколико стотина појединаца у азилима. До касних 1890-их и раних 1900-их, овај број се попео на стотине хиљада. Међутим, идеја да се ментална болест може ублажити кроз институционализацију убрзо је разочарана. Психијатри су били под притиском све веће популације пацијената. Просечан број пацијената у азилима је наставио да расте. Азили су брзо постајали готово неразлучиви од установа за притвор, а репутација психијатрије у медицинском свету је пала на екстремно низак ниво.

## Научни напредак
Почетком 1800-их, психијатрија је напредовала у дијагнози менталних болести проширивши категорију менталних болести на поремећаје расположења, поред обмане или ирационалности на нивоу болести. Термин психијатрија (грчки „ψυχιατρικη”) који потиче од грчког „ψυχη” (психа: „душа или ум”) и „ιατρος” (јатрос: „исцелитељ”) сковао је Јоханн Кристијан Рајл. Жан-Етјен Доминик Ескуирол, Пинелов студент, дефинисао је липеманију као „афективну мономанију“ (претерану пажњу на једну ствар). Ово је била рана дијагноза депресије.
Године 1870. Луис Мајер, гинеколог у Немачкој, излечио је женину „меланхолију” користећи песар: „Олакшао је њене физичке проблеме и многе тешке поремећаје расположења... примена Мајеровог прстена ју је прилично побољшала.” Америчком часопису за акушерство и болести жена и деце Мајер је наводно осудио „занемаривање истраживања односа између менталних и сексуалних болести жена у немачким болницама за лудило“.
20. век је увео нову психијатрију у свет. Почеле су да се уводе различите перспективе гледања на менталне поремећаје. Каријера Емила Крапелина одражава конвергенцију различитих дисциплина у психијатрији. Крепелина је у почетку веома привлачила психологија и игнорисао је идеје анатомске психијатрије. Након његовог именовања на место професора психијатрије и његовог рада на универзитетској психијатријској клиници, Крепелиново интересовање за чисту психологију почело је да бледи и он је увео план за свеобухватнију психијатрију. Крепелин је почео да проучава и промовише идеје о класификацији болести за менталне поремећаје, идеју коју је увео Карл Лудвиг Калбаум. Почетне идеје иза биолошке психијатрије, наводећи да су сви различити ментални поремећаји биолошке природе, еволуирали су у нови концепт „нерва“ и психијатрија је постала груба апроксимација неурологије и неуропсихијатрије. Међутим, Крепелин је критикован што је шизофренију сматрао биолошком болешћу у одсуству било каквих уочљивих хистолошких или анатомских абнормалности.  Док је Краепелин покушавао да пронађе органске узроке менталних болести, он је усвојио многе тезе позитивистичке медицине, али је фаворизовао прецизност нозолошке класификације над неодређеношћу етиолошке узрочности као његовог основног начина психијатријског објашњења.
Након пионирског рада Сигмунда Фројда, идеје које потичу из психоаналитичке теорије такође су почеле да пуштају корене у психијатрији. Психоаналитичка теорија је постала популарна међу психијатрима јер је дозвољавала да се пацијенти лече у приватним ординацијама уместо да се складиште у азилима. Фројд се опирао подвргавању својих теорија научном тестирању и провери, као и његови следбеници. Како су истраживања заснована на доказима у когнитивној психологији довела до третмана као што је когнитивна бихејвиорална терапија, чинило се да многе Фројдове идеје нису подржане или су у супротности са доказима. До 1970-их, психоаналитичка школа мишљења је постала маргинализована унутар поља.
У то време поново се појавила биолошка психијатрија. Психофармакологија је постала саставни део психијатрије почевши од открића Ота Левија о неуромодулаторним особинама ацетилхолина; идентификујући га тако као први познати неуротрансмитер. Неуроодсликавање је први пут коришћено као алат за психијатрију 1980-их. Откриће ефикасности хлорпромазина у лечењу схизофреније 1952. године револуционисало је лечење овог поремећаја, као и способност литијум карбоната да стабилизује повишено и ниско расположење код биполарног поремећаја 1948.
Психотерапија се и даље користила, али као третман за психосоцијална питања. Током 1920-их и 1930-их, већина азилантских и академских психијатара у Европи веровала је да су манично-депресивни поремећај и схизофренија наслеђени, али у деценијама после Другог светског рата, мешање генетике са нацистичком расистичком идеологијом у потпуности је дискредитовало генетику.